# 勁投國際
勁投國際控股有限公司是路勁基建旗下公司，主要業務是於中國投資及營運高速公路項目。

## 沿革
2017年6月，路勁基建計劃分拆勁投國際在香港交易所上市，上巿編號是3682，每股招股價介乎4至5.5港元，發售4.185億股，集資額16.74億至23.02億港元。。7月3日，路劲基建发布公告，就建议分拆劲投国际控股有限公司于联交所主板独立上市售股股东及劲投未能与联席全球协调人订立定价协议。其後，路勁基建擱置分拆勁投國際上巿，路勁執董單偉彪表示因為上市定價太便宜所以取消分拆上巿。
2018年8月，CVC Asia Fund IV旗下Asia Belt and Road Expressway Company Ltd.以20億港元購入勁投國際25%股權。

## 旗下公路
- 保津高速公路
- 唐津高速公路
- 長益高速公路
- 龍城高速公路
- 馬巢高速公路

## 外部連結
- 勁投國際 （页面存档备份，存于）
- 勁投國際投股章程 （页面存档备份，存于）